# Побачення зі смертю
«Побачення зі смертю» (англ. Appointment with Death) — детективна п'єса англійської письменниці Агати Крісті, написана у 1945 році на основі власного однойменного роману («Зустріч зі смертю», 1938).

## Особливості
Ця театральна адаптація примітна тим, що вона містить одну з найрадикальніших переробок з роману, які коли-небудь робила
Агата Крісті: з п'єси зник Еркюль Пуаро, змінено особу вбивці. У п'єсі місіс Бойнтон покінчила життя самогубством, але залишила докази, що вказують на причетність до її вбивства членів родини.